# 12504 Нуест
12504 Нуест (12504 Nuest) — астероїд головного поясу, відкритий 24 березня 1998 року.
Тіссеранів параметр щодо Юпітера — 3,512.